# Natasha Mack
Natasha Mack (Lufkin, 3 novembre 1997) è una cestista statunitense naturalizzata montenegrina.

## Carriera
È stata selezionata dalle Chicago Sky al Draft WNBA 2021 con la 16ª scelta assoluta.

## Palmarès
- Naismith Defensive Player of the Year (2021)